# Lappvik järnvägsstation

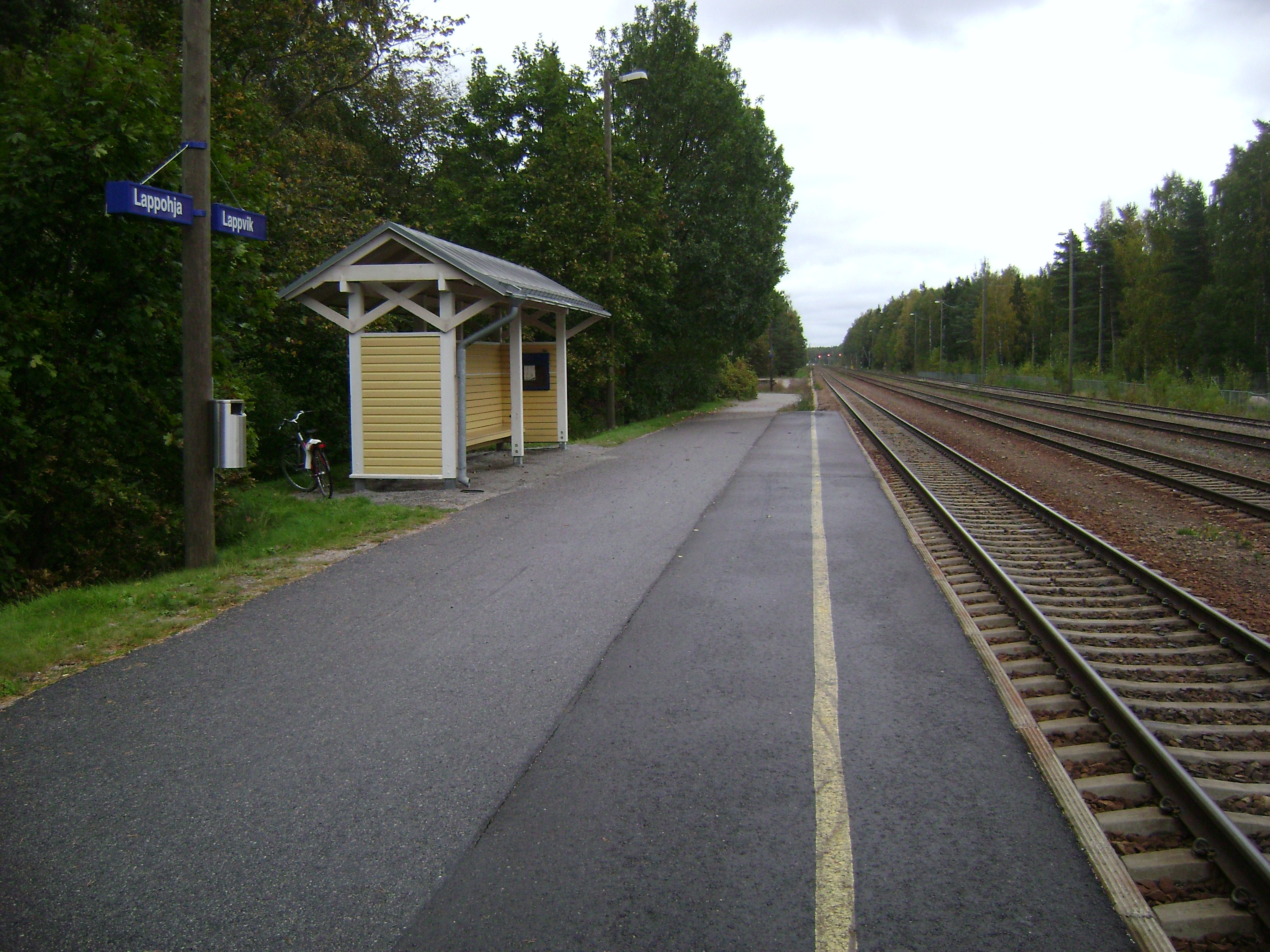
Nuvarande Lappvik hållplats. Väntkur (väderskydd) i trä och asfalterad plattform.

Lappvik järnvägsstation (finska: Lappohjan rautatieasema, (Lpo) ) är en finländsk
järnvägstrafikplats på Hangöbanan i tätorten Lappvik inom Hangö stad i landskapet Nyland. Den ligger mellan centralorten Hangö och tätorten Ekenäs i Raseborgs stad.   
Stationen öppnades för trafik den 8 oktober 1873, i samband med att Hangö – Hyvingebanan invigdes för allmän trafik. Det ursprungliga stationshuset ritades av arkitekt Knut Nylander, och den färdigställdes år 1871. Från bangården i Lappvik byggdes 1876 ett drygt två kilometer långt stickspår till Lappvik hamn (gammal benämning: lastageplats). På stickspåret till hamnen förekom i första hand godstrafik och andra hand persontrafik. Järnvägsresenärerna fortsatte sedan sin färd från Lappvik hamn med ångfartyg till Tyskland
I början av fortsättningskriget, (se: Hangöfronten) då Sovjetunionen arrenderade halva Hangö udd led både Lappvik järnvägsstation och stickspåret till hamnen mycket stora skador. En ny järnvägsstation uppfördes 1942, omkring ett år efter det att Sovjetunionen hade lämnat, i förtid sin flottbas på området. En bit från stationshuset uppfördes även en arbetarkasern åt järnvägsarbetarna och ett godsmagasin för inkommande och avgående gods. Stickspåret till den totalförstörda hamnen återuppbyggdes inte efter kriget. Två nya stickspår har sedermera byggts från Lappvik järnvägstrafikplats till de närbelägna industrierna. 
Under årens lopp drogs stationspersonalen successivt ner. I samband med att biljettexpeditionen lades ner år 2000 upphörde även all annan verksamhet på järnvägsstationen. Stationshuset såldes och en ny plattform med väntkur färdigställdes en bit från det gamla stationshuset. I det sammanhanget nedklassades Lappvik järnvägsstation till järnvägshållplats.
I dag gör alla persontåg som trafikerar på banan uppehåll vid Lappvik hållplats, och Trafikledsverket ansvarar för dess underhåll.